# تونی تاد
 تونی تاد (انگلیسی: Tony Todd؛ زادهٔ ۴ دسامبر ۱۹۵۴ – درگذشتهٔ ۶ نوامبر ۲۰۲۴) هنرپیشه اهل آمریکا بود. وی بین سال‌های ۱۹۸۰ تا ۲۰۲۴ میلادی مشغول فعالیت بود.
از فیلم‌هایی که وی در آن نقش داشته است می‌توان به جوخه، صخره، کلاغ، مقصد نهایی ۵، مقصد نهایی ۲، مقصد نهایی، زنان واقعی، تقاطع خیابان ۸۴، طلوع وودو، آتش‌افروزان جهنم و قلب یک مخاطب اشاره کرد. آخرین فیلم سینمایی او مقصد نهایی: خطوط خونی (۲۰۲۵) می‌باشد.
تونی تاد با فاطمه کورتز تاد ازدواج کرد که از او صاحب دو فرزند به نام‌های اسکندر و آریانا شد. او در خانه خود در مارینا دل ری، کالیفرنیا، در ۶ نوامبر ۲۰۲۴، چهار هفته قبل از هفتادمین سالگرد تولدش درگذشت.